# König-Anton-Denkmal

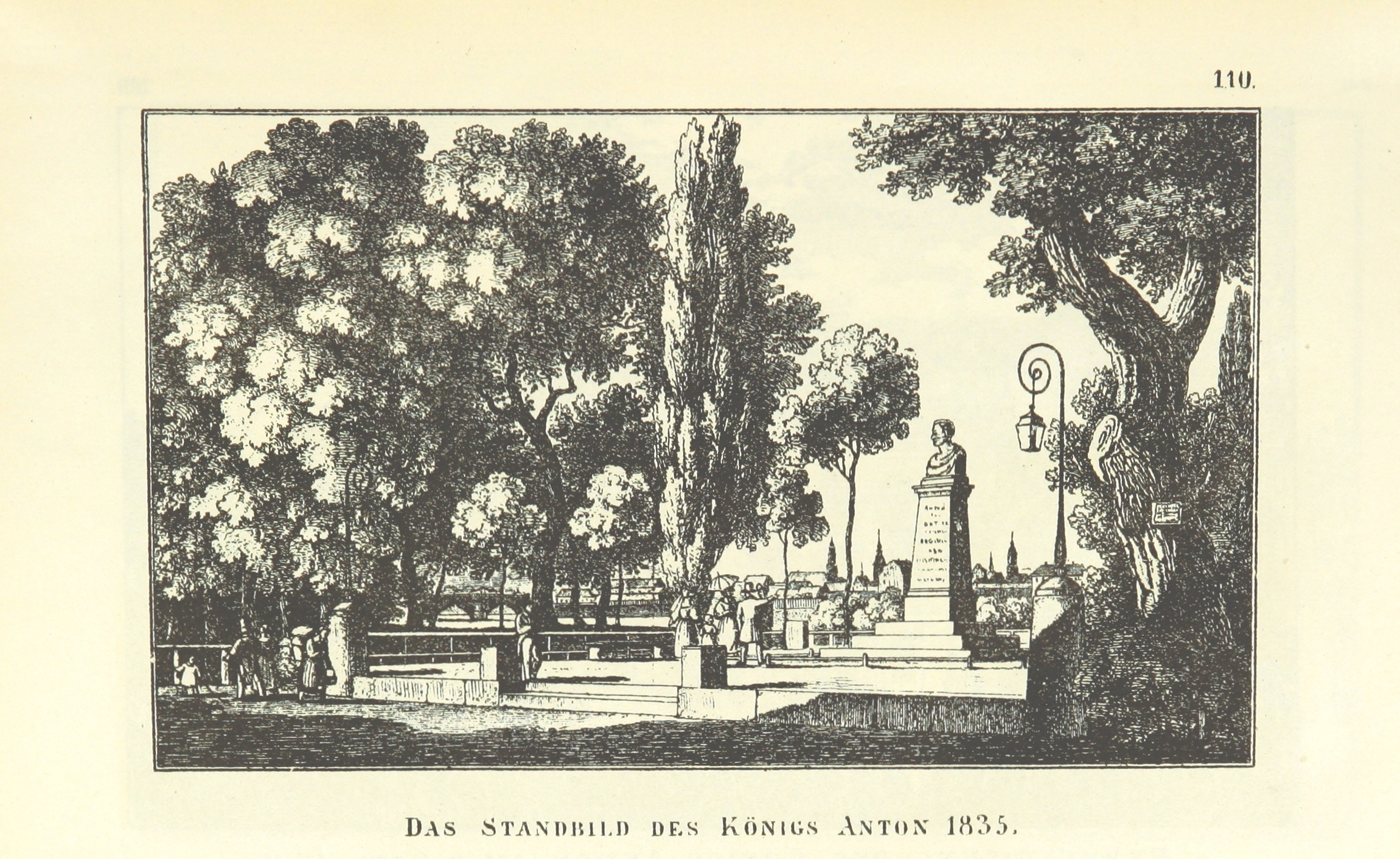
Stich 1835

Das König-Anton-Denkmal ist ein Denkmal für König Anton (1755–1836) von Sachsen in Form einer überlebensgroßen Porträtbüste auf einem Natursteinsockel, das auf dem Hohenthalplatz in der Dresdner Friedrichstadt steht.

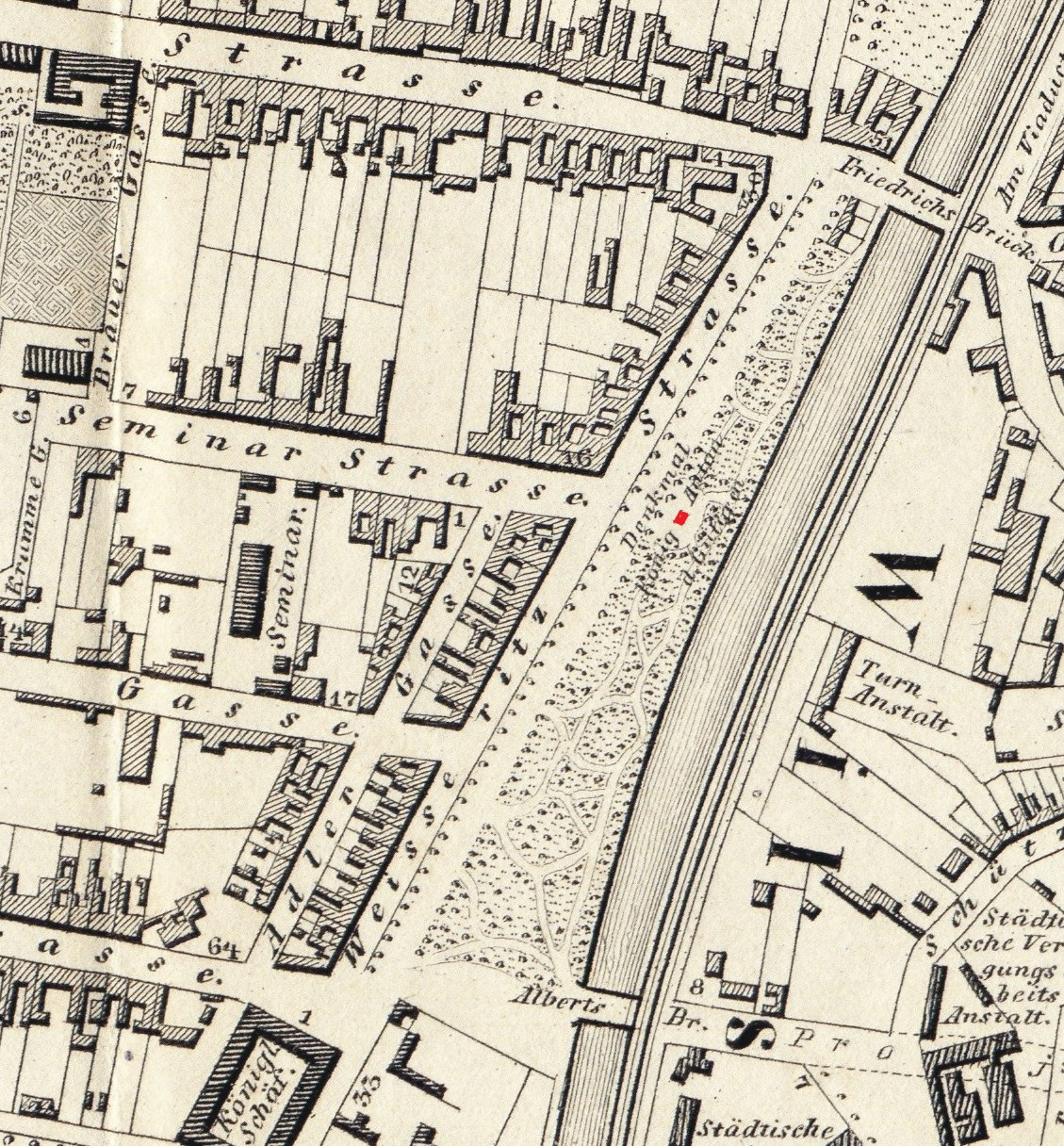
Standort des König-Anton-Denkmals (rot markiert) auf einem Plan von 1863

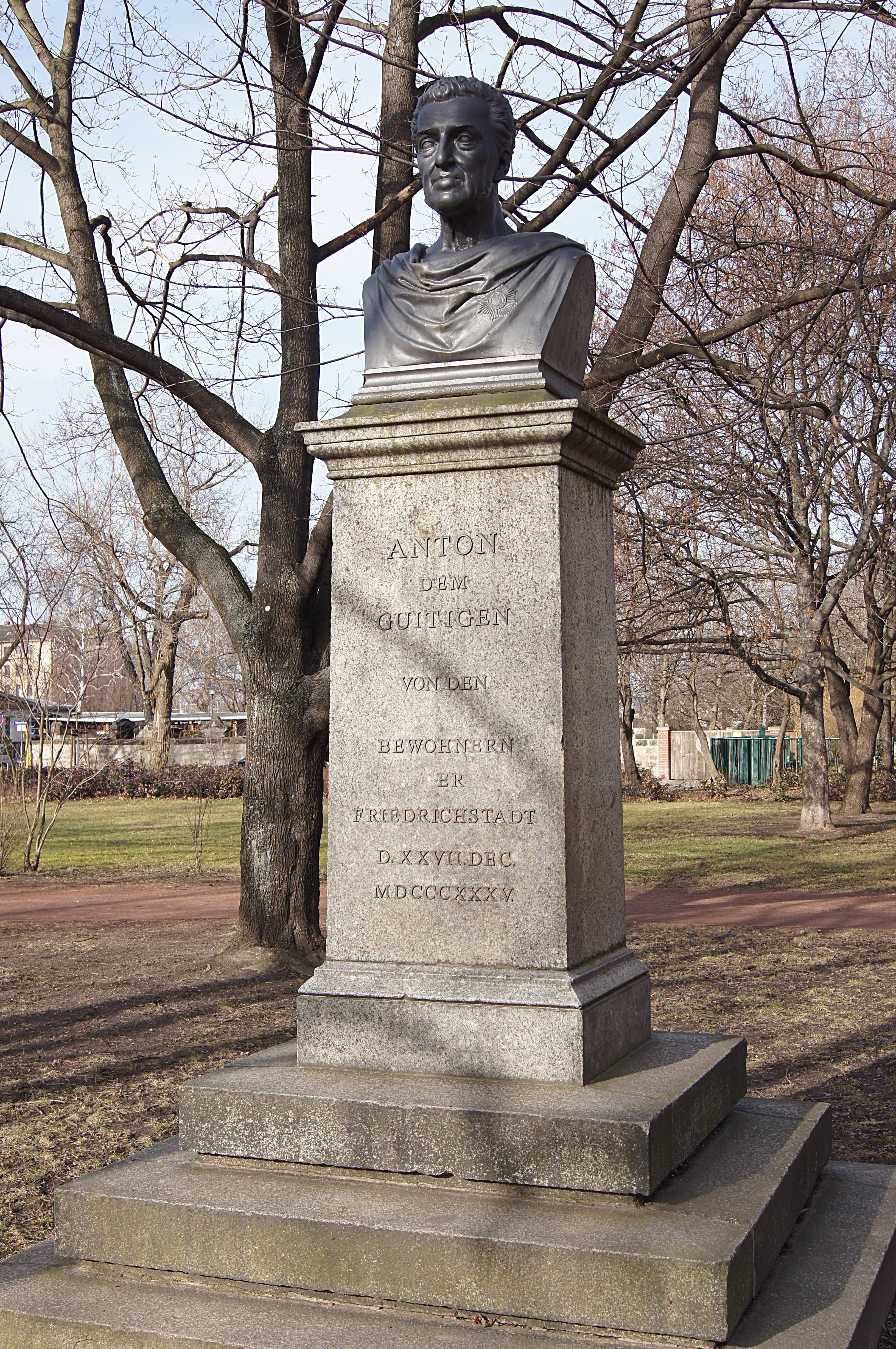
König-Anton-Denkmal (2012)

Im Jahr 1835 wurde die Friedrichstadt nach Dresden eingemeindet. Zur Erinnerung an dieses Ereignis stifteten die Bürger des Stadtteils eine überlebensgroße Porträtbüste zur Erinnerung an König Anton, der sich für diese Eingemeindung eingesetzt hatte. Die Büste des Königs wurde vom Bildhauer Ernst Rietschel im antiken Stil ausgeführt. Der Bronzeguss erfolgte in der Dölzschener König-Friedrich-August-Hütte im Plauenschen Grund. Die Inschrift am Sockel aus Lausitzer Granit (Granodiorit) lautet: Anton dem Guitigen von den Bewohnern der Friedrichstadt d. XXVII Dec. MDCCCXXXV.
Am 27. Dezember 1835 wurde sie an der Weißeritz direkt gegenüber der Einmündung der Seminarstraße in die Weißeritzstraße in einem heute nicht mehr existierenden Park in der Nähe des heutigen Bahnhofes Dresden Mitte aufgestellt. Nach Verlegung der Weißeritz und der Verfüllung des Flussbettes wurde das Denkmal 1915 an seinen heutigen Standort auf dem Hohenthalplatz in der Friedrichstadt versetzt.
Das zu DDR-Zeiten beschmierte und teilweise verrostete Denkmal wurde Anfang 2000 restauriert und am 23. Mai 2000 wieder eingeweiht. Eine Tafel in Blindenschrift gibt Auskunft über die Beschriftung des Denkmals, außerdem kann man darauf die Gestalt des Denkmals erfühlen.